# Aeroporto Internazionale di Miami
L'aeroporto internazionale di Miami (IATA: MIA, ICAO: KMIA) è il principale aeroporto di Miami, in Florida. Si trova a 13 km a nord ovest di Downtown Miami. Nel 2021, l'aeroporto di Miami è diventato lo scalo internazionale merci più trafficato degli Stati Uniti e l'aeroporto con il maggior numero di passeggeri internazionali sempre negli Stati Uniti, superando persino Il JFK. È il decimo aeroporto più trafficato degli Stati Uniti, secondo in Florida dopo quello di Orlando, terzo più grande hub di American Airlines e quello con il più grande traffico al mondo dall'America Latina e dai Caraibi. Miami è inoltre focus city di Avianca, Frontier Airlines e LATAM, sia per il traffico passeggeri che per quello merci.

## Storia
Ha aperto ai voli nel 1928 per conto della Pan American, e,  dopo aver acquisito la Pan Am a New York, Rio, e Buenos Aires, ha spostato la maggior parte delle sue operazioni dell'idroscalo Dinner Key, lasciando la Pan Am in gran parte inutilizzata, fino a che, nel 1934, sia la Eastern Air Lines che, nel 1937, la National Airlines hanno avviato il voli. L'aeroporto è stato poi ampliato verso sud.
Nel 1945 la città di Miami ha istituito un'Autorità Portuale raccogliendo fondi per l'acquisto di obbligazioni per l'aeroporto, ribattezzata da Pan Am, 36th Street aeroporti. La società che gestisce l'aeroporto si è fusa, nel 1949, con la società che gestiva il campo d'aviazione dell'Esercito, situato a sud della ferrovia, ampliandosi ulteriormente nel 1951 quando la linea ferroviaria venne spostata più sud per fare spazio alle piste di atterraggio. Nel 1959, il vecchio terminal situato sulla 36th Street venne chiuso, nel momento in cui ha aperto il terminal passeggeri moderno. Tra il 1949 ed il 1959 presso l'aeroporto di Miami ha operato il trasporto truppe dell'Air Force Reserve, fino a che l'ultima unità venne trasferita nella vicina Homestead Air Base, ora Homestead Air Reserve Base.
Tra la fine del 1970 e l'inizio del 1980 l'Air Florida a Miami ha posseduto un hub a con un volo non stop per Londra, acquistato dalla National Airlines dopo la fusione con la Pan Am. L'Air Florida ha cessato le operazioni nel 1982 a seguito dello schianto del volo Air Florida 90. 
Nel 1975, dopo la nomina a presidente della Eastern Airline di Frank Borman la sede orientale si trasferisce dal Rockefeller Center di New York in un campus adiacente all'aeroporto di Miami orientale. La compagnia aerea rimase uno dei maggiori datori di lavoro della zona metropolitana di Miami fino agli scioperi del 1986, il cui principale avversario della Eastern fu il sindacalista Frank Lorenzo. Nel 1989, comunque, la compagnia fu costretta alla bancarotta.
Nel tentativo di salvare la compagnia aerea, il CEO Bob Crandall ha cercato un nuovo hub per utilizzare i nuovi aeromobili che la Delta Airlines aveva appena ordinato. Le proiezioni ipotizzavano che la Delta Air Lines avrebbero potuto garantire una forte concorrenza delle rotte provenienti dall'hub orientale di Atlanta. L'American Airlines ha annunciato che nel mese di agosto del 1988 avrebbe stabilito una base all'aeroporto di Miami. Inoltre la compagnia aveva pensato di cedere le rotte orientali latino americane più redditizie all'American Airlines, come parte di una riorganizzazione attivata, a causa del Capitolo 11, nel disperato tentativo di sollevare le sorti della compagnia. Gli sforzi si rivelarono inutili, costringendo l'azienda ad una liquidazione delle rotte orientali, completata nel 1990. Più tardi, l'American Airlines trasferì all'aeroporto di Miami, i suoi hub falliti di Nashville e Releigh-Durham, il maggior numero di dipendenti e di attrezzature. Oggi Miami è sia il più grande americano hub di merci, che nel settore dei collegamenti internazionali, in direzione nord-sud rete.
La Pan Am, l'altro vettore chiave presente all'aeroporto di Miami, venne acquisita dalla Delta Air Lines nel 1991, ma, poco dopo presentò istanza di fallimento. Le rotte internazionali rimanenti che facevano scalo all'aeroporto di Miami verso l'Europa e l'America Latina furono vendute alla United Airlines per $ 135 milioni di € nell'ambito della liquidazione di emergenza.  L'United Airlines, fino al 1990, ha mantenuto un hub latino-americano, servendo principalmente i voli dall'aeroporto di Miami verso il Sud America. Nel maggio del 2004 anche l'United Airlines fu costretta a chiudere l'hub di Miami riallocando le risorse presso il suo hub principale di Chicago. A causa dei severi requisiti introdotti per il controllo degli stranieri di passaggio, soprattutto a causa degli attacchi dell'11 settembre 2001, il ruolo dell'aeroporto di Miami come un hub intercontinentale di connessione venne drasticamente ridotto, pur rimanendo comunque il centro più importante tra l'Europa e l'America Latina. Nel 2004 Iberia ha eliminato l'hub di Miami, optando per voli diretti dalla Spagna verso l'America Centrale. L'Air France continua a mantenere un volo per Port-au-Prince con l'Airbus A320.  Oggi, i vettori europei si servono del Miami International Airport più di qualsiasi altro aeroporto degli Stati Uniti, ad eccezione del John F. Kennedy a New York.
L'American Airlines, l'American Eagle, La Delta Air Lines, l'Air Miami, la Sky Airlines, e l'United Airlines operano voli regolari tra l'aeroporto di Miami e diversi aeroporti cubani, uno dei pochi aeroporti con collegamenti diretti tra le due nazioni. Tuttavia, tali voli devono essere prenotati attraverso agenzie alle quali è stata attribuita una speciale autorizzazione da parte dell'Ufficio di Controllo degli Attivi Stranieri, generalmente disponibili solo a funzionari governativi, giornalisti, ricercatori, professionisti o espatriati in visita alle famiglie rimaste a Cuba.

## Fatti e statistiche
- L'aeroporto internazionale di Miami (MIA), su un terreno di 3.230 acri nella zona dell'Innenstadt di Miami, vicino al dipartimento dell'aviazione di Miami-Dade, tra cui un edificio della contea di Miami-Dade.
- MIA offre più voli per l'America Latina e i Caraibi rispetto a qualsiasi altro aeroporto degli Stati Uniti, è il primo aeroporto più trafficato d'America per passeggeri internazionali. L'aeroporto è la porta principale di American Airlines per l'America Latina insieme a un hub nazionale per la sua affiliata regionale American Eagle negli Stati Uniti[2].
- MIA è anche il principale motore economico per la contea di Miami-Dade e lo stato della Florida, generando un fatturato di 31,9 miliardi di dollari all'anno e circa il 60 percento di tutti i visitatori internazionali in Florida[3].
- MIA e le relative industrie aeronautiche contribuiscono con 275.708 posti di lavoro direttamente e indirettamente all'economia locale. Ciò equivale a uno su 4,6 posti di lavoro[3].
- Nel 2024, l'aeroporto di MIA ha trasportato circa 56 milioni di passeggeri e 3 milioni di tonnellate di merci[4].
- L'aeroporto internazionale di Miami è la base per un'eccellente infrastruttura di supporto commerciale per le compagnie aeree cargo, con oltre 1.000 spedizionieri e quasi 250 agenti doganali dislocati intorno all'aeroporto[5].